# どんなに遠くても...
「どんなに遠くても...」（どんなにとおくても）は、JUJUの6枚目のシングル。2008年4月23日発売。発売元はソニー・ミュージックアソシエイテッドレコーズ。
セガから発売されたPS3用ゲーム『戦場のヴァルキュリア』のテーマソングとして、ゲームファンから高く評価された。

## 収録曲
1. どんなに遠くても... (4:38)
作詞：JUN. T/作曲：川口大輔/編曲：CHOKKAKU
セガ社ゲーム『戦場のヴァルキュリア』テーマソング
独立UHF系テレビアニメ『戦場のヴァルキュリア』挿入歌
2. GOODBYE DAY (5:41)
作詞：来生えつこ/作曲：来生たかお/編曲：Alec Shantzis
来生たかおのカバー
3. SOMEWHERE DOWN THE ROAD (2:47)
作詞・作曲：Jesse Harris（訳詞：森たまき、Tsubasa Nishitani）
Jesse Harrisのカバー
ショウゲート配給映画『痛いほどきみが好きなのに』日本版エンディングテーマ
4. DON'T KNOW WHY (3:47)
作詞・作曲：Jesse Harris/編曲：Alec Shantzis
Jesse Harrisのカバー

## 収録アルバム
どんなに遠くても...
- 『What's Love?』